# Therese Eisenmann

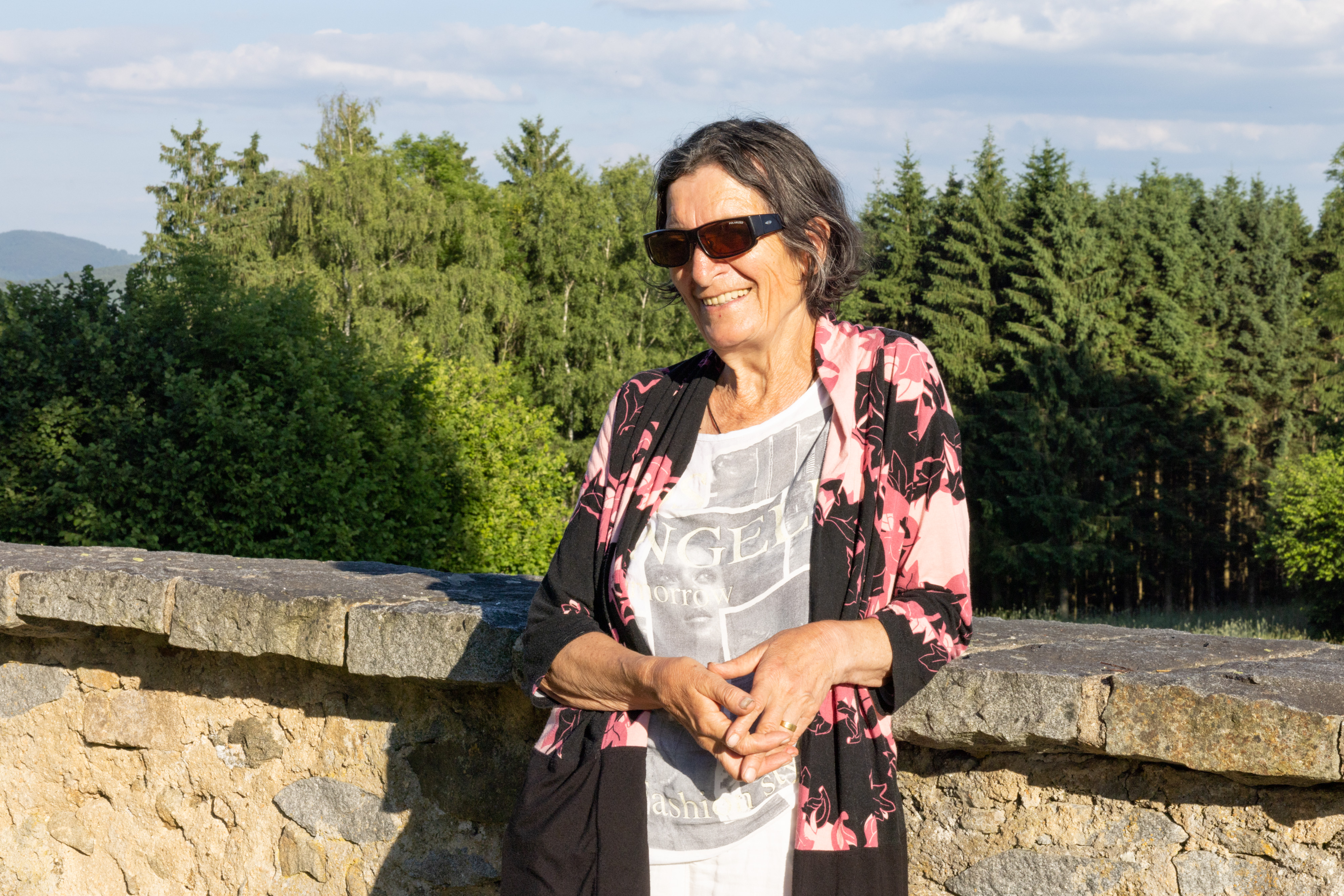
Therese Eisenmann (2023)

Therese Eisenmann (* 1953 in Gosau, Oberösterreich) ist eine österreichische Malerin und Graphikerin.

## Leben und Werk
Therese Eisenmann studierte an der Hochschule für Gestaltung in Linz Malerei und Grafik bei Alfons Ortner. Sie schloss ihr Studium 1977 mit dem Diplom ab. Seither ist sie als freischaffende Künstlerin tätig.
Von 1985 bis 1999 lebte sie in Klausen (Südtirol). Danach übersiedelte sie in eine alte Schule in der Gemeinde Neumarkt im Mühlkreis in Oberösterreich.
Ihr bevorzugtes Medium ist die Radierung. Die Werke von Therese Eisenmann zeigen eine starke Beziehung zur Natur und zu Naturphänomenen, einschließlich Tieren als Motiv. Ihr Lebenswerk ist stark von ihrer zurückgezogenen Lebensweise geprägt und spiegelt sich in immer wiederkehrenden Themen: Wasser, Licht und Frau (Hexenskizzen), sowie "Totengesprächen".
2021 verbrachte Therese Eisenmann einen mehrmonatigen Artist-in-Residence-Aufenthalt in Island. Die Bilder, die in dieser Zeit und danach entstanden sind, werden 2024 im Francisco Carolinum in Linz gezeigt.

## Preise und Auszeichnungen
- 1978, 1979 Talentförderungsprämie des Landes Oberösterreich
- 1991 Reisestipendium (Der Kunstsektion des Bundes) für Arezzo Italien
- 2003 Kiwanis Druckgrafikpreis
- 2009 Kulturpreis des Landes Oberösterreich in der Kategorie Bildende Kunst[3]
- 2018 Heinrich-Gleißner-Preis[4]

## Einzel- und Gruppenausstellungen (Auswahl)

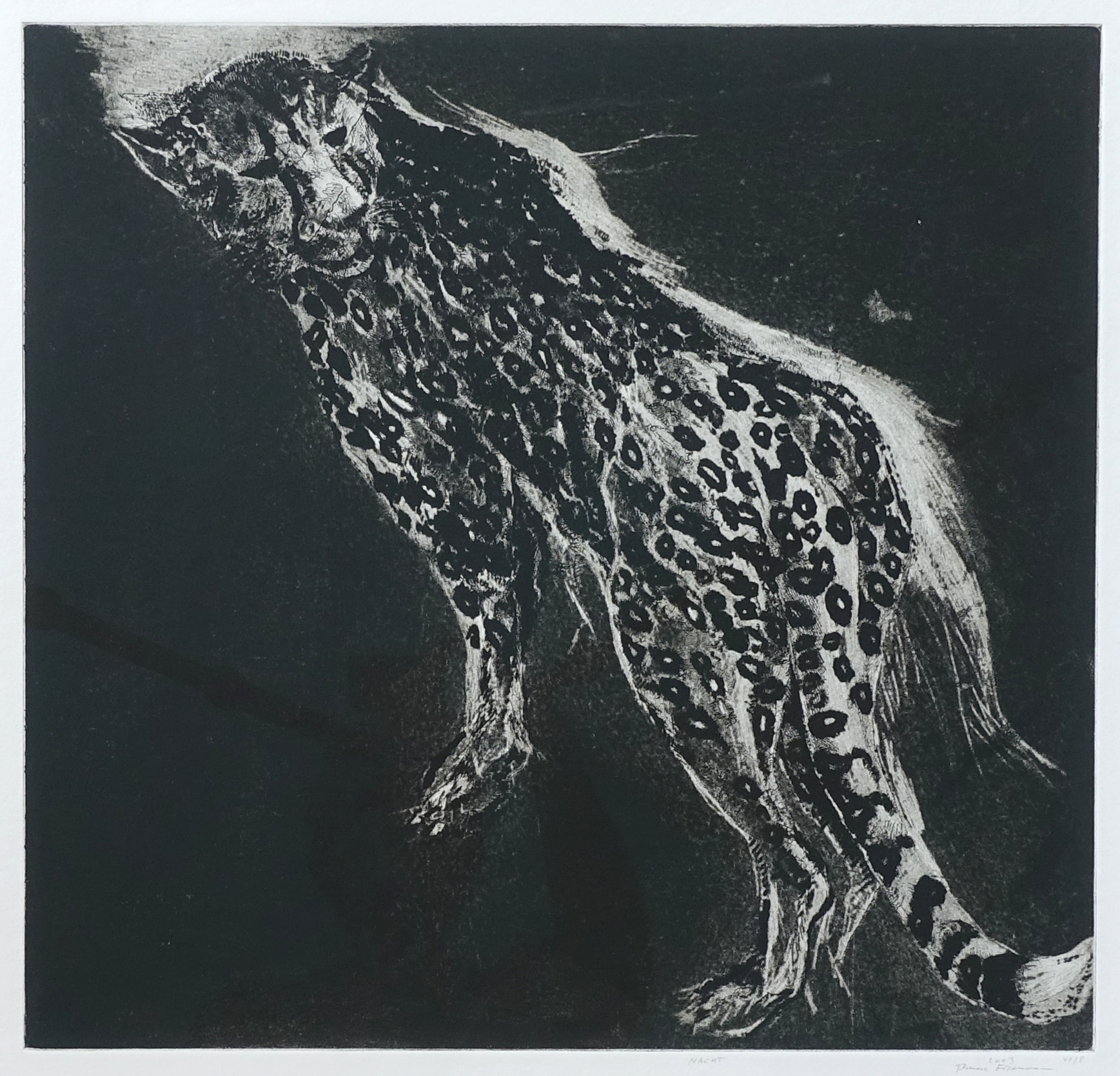
Therese Eisenmann: 'Nacht' (Radierung, 2003)

- 2024 Island: Das Wilde, Chaotische und Unberechenbare, Francisco Carolinum Linz
- 2023 "Auf der Spur", Galerie Giese & Schweiger, Wien[5]
- 2022 "Natur", Galerie 20ger Haus, Ried im Innkreis[6]
- 2020–2021 "Denken im stillen Raum", Jesuitenfoyer, Kardinal König Haus, Wien[7]
- 2020 "Im Maßstab", Linz: Oberösterreichischer Kunstverein, und Salzburg: Berchtoldvilla.
- 2020 "Stille Räume", Museum Angerlehner, Thalheim bei Wels.[8]
- 2019 "Was wir im Schatten träumen", mit Anna Maria Brandstätter, Kunstsammlung des Landes Oberösterreich, Ursulinenhof, Linz.[9]
- 2017 "Zeitschnitt Oberösterreich: 5 Positionen", NÖ Dokumentationszentrum für moderne Kunst, St. Pölten (mit Peter Androsch, Robert Oltay, Elisabeth Vera Rathenböck und Wolfgang Stifter).
- 2016 "Therese Eisenmann - Tal der Hände", Hirschbacher Bauernmöbelmuseum.
- 2016 "This Painting is You", Kunsthaus Deutschvilla Strobl (mit Raffaella Busdon und Astrid Esslinger).
- 2015–2016 "Rudolfine P. Rossmann; Therese Eisenmann", Galerie Schloss Parz (mit Rudolfine Rossmann).
- 2015 "Therese Eisenmann: Vögel", Berufsvereinigung der bildenden Künstler Österreichs (Sektion Oberösterreich), Ursulinenhof Linz.
- 2015 "Schwarzer Mond - Luna Nera", Stadtmuseum Bruneck.
- 2015 "Therese Eisenmann & Josef Ramaseder", Galerie Schloss Puchheim, Attnang-Puchheim (mit Josef Ramaseder).
- 2014 "Therese Eisenmann. Ungezähmt bis verletzlich", Kunstverein Fa. Paradigma, Linz.
- 2014 "Leben", Schlossgalerie Schärding.
- 2010 "Therese Eisenmann", Bruckmühle, Pregarten.
- 2009 "Therese Eisenmann", Cselley Mühle, Oslip, Burgenland.
- 2008 "Freiheit Wildes Tier", Galerie Solaris, Prag.
- 2008 "Zweistimmig", Galerie in der Schmiede, Pasching.
- 2008 "Natur - Eingriffe", Kubin-Haus, Zwickledt.
- 2007 "Lieblingsbilder", Oberösterreichischer Kunstverein, Linz.
- 2006 "Realismus. Gegenständliche Malerei in OÖ: Kiwanis Kunsttage", Nordico - Museum der Stadt Linz.
- 2005 "Ein Flügelschlag", Waltherhaus, Bozen, Südtirol.
- 2002 "Therese Eisenmann: Radierungen und Tempera Arbeiten", Kunst im Nestroyhof, Wien.
- 1997 "Therese Eisenmann", Stadt-Galerie im Ragenhaus, Bruneck, Südtirol.
- 1996 "Therese Eisenmann: LICHT", Schloss Goldrain, Südtirol.
- 1994 "Kommende", Lengmoos, Südtirol.
- 1992 "IM WASSER", St. Nikolaus (Laas), Südtirol.
- 1984 "Therese Eisenmann", Galerie der Stadt Wels
- 1981 "Therese Eisenmann", Galerie im Hofstöckl, Linz.

## Kataloge
- 1989 Therese Eisenmann: Arbeiten von 1976 bis 1988, Landstrich, Schärding (no ISBN).
- 2003 Therese Eisenmann: largo, Löwenzahn, Innsbruck & Bozen (no ISBN).
- 2007 Freiheit Wildes Tier, ICON Wirtschaftstreuhand GmbH Linz (no ISBN).
- 2012 bewegt, Eigenverlag, Linz, ISBN 978-3-200-02614-8.
- 2019 Fernes Licht, Jot Kringel Verlag, Graz, ISBN 978-3-903225-02-2.
- 2023 Auf der Spur, Giese & Schweiger, Wien, ISBN 978-3-9504972-5-0.
- 2024 Therese Eisenmann - Island: Das Wilde, Chaotische und Unberechenbare, Autorin: Maria Reitter-Kollmann, Herausgeber: OÖ Landes-Kultur GmbH, Alfred Weidinger, Manfred Mandl, ISBN 978-3-85474-410-8.